# 602 هـ
602 هـ هي سنة في التقويم الهجري امتدت مقابلةً في التقويم الميلادي بين سنتي 1205 و1206.

## مواليد
- إبراهيم الجزري
- المحقق الحلي

## وفيات
- موفق الدين التلعفري